# Shaun Wylie
Shaun Wylie   (Oxford, 17 de gener de 1913 - Cambridge, 2 d'octubre de 2009) va ser un matemàtic britànic.
Wylie va néixer a Oxford, fill d'un conegut professor de literatura de la universitat. Va ser escolaritzat a la seva vila natal i va fer els estudis secundaris al Winchester College, abans d'ingressar al New College de la universitat d'Oxford en la qual es va graduar el 1934 en filologia clàssica. Veient que el seu interés estava més en les matemàtiques que en la filologia, va fer els estudis doctorals a la universitat de Princeton, sota la tutoria nominal de Solomon Lefschetz però dirigit realment per Albert W. Tucker. Va obtenir el títol de doctor el 1937. En aquest temps a Princeton, va conèixer Alan Turing.
En retornar a Anglaterra el 1937, va ser professor successivament de la universitat d'Aberdeen, del Trinity Hall (universitat de Cambridge) i del Wellington College, abans que el 1941, Alan Turing li proposés incorporar-se al grup de desxifradors de codi que es formava a Bletchley Park per poder llegir els missatges encriptats dels enemics alemanys durant la Segona Guerra Mundial. Va ser el responsable de la secció Hut 8 i el 1943 va passar a la secció Newmanry, sota la direcció de Max Newman. Acabada la guerra, el 1945 va ser nomenat professor de la universitat de Cambridge, en la qual va romandre fins al 1958, quan va acceptar la plaça de director matemàtic del GCHQ (l'oficina de comunicacions del Govern Britànic) càrrec del qual es va jubilar el 1973. Els set anys següents va ser professor de secundària de matemàtiques i de grec clàssic a una escola de Cambridge.